# Чи Хун Мин
Чи Хун Мин (кор. 지훈민; род. 26 марта 1984, Сеул, Республика Корея) — южнокорейский тяжелоатлет, участник Олимпийских игр 2008 и 2012 года в категории до 62 кг.

## Карьера
Начинал в категории до 56 кг. В 2003 году стал 18-м на чемпионате мира. В 2004 году завоевал бронзу на юниорском чемпионате мира, после чего перешёл в категорию до 62 кг.
В 2006 году стал 7-м на чемпионате мира. В 2008 году принял участие в Олимпийских играх, где выступил неудачно, ни разу не взяв вес во втором упражнении. В 2009 году занял 10-е место на чемпионате мира и стал 4-м на Восточно-Азиатских играх.
В 2010 году стал 5-м на чемпионате мира и занял 4-е место на Азиатских играх. В 2011 году стал 7-м на мировом первенстве. В 2012 году завоевал бронзу на чемпионате Азии. На Олимпийских играх 2012 года снова выступил неудачно: опять не смог ни разу поднять вес во втором упражнении.